# 田村修
田村 修（たむら おさむ、1973年10月25日-）は、秋田放送のアナウンサー。千葉県安房郡丸山町（現・南房総市）出身。

## プロフィール
- 千葉県立安房高等学校を卒業。高校時代はESS（英語研究部）に在籍し3年時は部長。ESSの1学年上には山梨放送アナウンサーの櫻井和明も在籍。
  - また、同高校時代に「第11回全国高等学校クイズ選手権」の関東予選にも参加した経験がある[2]。
- 上智大学理工学部電気・電子工学科を卒業。大学では体育会のボクシング部に所属し主将を務める。1992年に入学したが単位不足のため1年留年し大学在籍は5年間だった。
- 1997年4月入社で、同期はフリーの柳本雪絵（圭三プロダクション）。
- 大型自動車免許と大型特殊自動車免許を所有。ピアノやギターが得意。
- 妻は、元・秋田朝日放送の石井陽子 （現在はフリーアナウンサー田村姓で活動）。同期の柳本雪絵と石井陽子（当時AAB)の仲が良かったことから知り合った。
- 高橋美樹アナと同様、チャゲ＆飛鳥の大ファンだという。
- 2007年のニュースの女王決定戦ではNewsリアルタイムあきたでのNGを披露。誰も映っていないスタジオ映像に椅子ごと横滑りしてフレームイン。秋田放送は酔っ払ったなまはげの映像とともにその年のニュースの女王に選ばれた。
- 2017年3月、第38回NNSアナウンス大賞ラジオ部門大賞を受賞[3]。
- イケメン

## 担当番組
●は出演中

### テレビ
- 『週刊エビス堂』（2010年4月3日～2011年3月26日、司会）
- スポーツ中継など●
- 『ABS news every.』（2011年3月28日～）●
- 『プラス1あきた』スポーツコーナー → メインキャスター
- 「ズームイン!!SUPER」ローカル中継
- 『ワイドゆう』県内ニュース（隔日）
- 『ゆうドキっ!』（木・金曜日担当）
- 『Newsリアルタイムあきた』メインキャスター

### ラジオ
- 「なんてったって日曜はスポーツ」パーソナリティー
- 「グーチョキパー子のロッカールーム」ナレーター
- 『さきがけニュース』●
- 『ごくじょうラジオ』(水～金曜日担当)